# Кенийская червяга
Кенийская червяга (лат. Boulengerula changamwensis) — вид земноводных из рода голубоватых червяг семейства Herpelidae. Обитают в южной Кении (Чангамве и Шимба-Хилс) и Малави, а возможно, также в Танзании и Мозамбике. Предпочитают субтропические и тропические леса, в том числе горные, встречаются на сельскохозяйственных землях и плантациях. В 2012 году вид отнесён к вымирающим, так как он встречается на ограниченной территории и подвергается угрозе из-за уничтожения мест обитания путём сведения лесов и сбора топлива.